# دبیرستان دخترانه علوم و معارف
دبیرستان دخترانه علوم و معارف مربوط به دوره پهلوی است و در یزد، میدان مجاهدین، خیابان امام خمینی، کوچه سهیل واقع شده و این اثر در تاریخ ۷ مهر ۱۳۸۱ با شمارهٔ ثبت ۶۵۵۰ به‌عنوان یکی از آثار ملی ایران به ثبت رسیده است.